# Leimbach AG
| AG ist das Kürzel für den Kanton Aargau in der Schweiz. Es wird verwendet, um Verwechslungen mit anderen Einträgen des Namens Leimbach zu vermeiden. |

Leimbach (schweizerdeutsch: ˈlɛimˌbəχ) ist eine Einwohnergemeinde im Schweizer Kanton Aargau. Sie gehört zum Bezirk Kulm, liegt im oberen Wynental und ist flächenmässig die kleinste Gemeinde des Kantons.

## Geographie
Das Dorf ist eingebettet in eine kleine Nische einer Seitenmoräne, die während der Würmeiszeit beim Rückzug des Reussgletschers entstanden ist. Der grösste Teil des Gemeindegebietes bedeckt den steilen Westhang des 787 Meter hohen Hombergs, reicht jedoch nicht ganz bis zum Gipfel. Oberhalb des Dorfes befindet sich auf einer Höhe von 650 Metern der Weiler Seeberg. Ein kleiner Teil im Südwesten hingegen ist völlig flach und liegt in der Ebene der Wyna.
Die Fläche des Gemeindegebiets beträgt 115 Hektaren, davon sind 36 Hektaren bewaldet und 20 Hektaren überbaut. Der höchste Punkt befindet sich auf 760 Metern am Westhang des Hombergs, der tiefste auf 510 Metern an der Wyna. Nachbargemeinden sind Zetzwil im Norden, Reinach im Osten und Süden sowie Gontenschwil im Westen.

## Geschichte

Luftansicht (1964)

Die erste Erwähnung des Dorfes erfolgte im Jahr 1300 im Habsburger Urbar in der noch heute verwendeten Form. Der Ortsname geht auf das althochdeutsche Leimbah zurück, was «Lehmbach» bedeutet. Leimbach entstand also an einem als schlammig empfundenen Gewässer. Im Mittelalter lag das Dorf im Herrschaftsbereich der Grafen von Lenzburg, ab 1173 in jenem der Grafen von Kyburg. Nachdem diese ausgestorben waren, übernahmen die Habsburger 1273 die Landesherrschaft und die Blutgerichtsbarkeit. Den Grundbesitz teilten sich die Herren von Reinach, die Hallwyler und verschiedene andere Ministerialengeschlechter sowie das Stift Beromünster.
1415 eroberten die Eidgenossen den Aargau. Leimbach gehörte nun zum Untertanengebiet der Stadt Bern, dem so genannten Berner Aargau. Es bildete eine Exklave des Gerichtsbezirks Seengen innerhalb des Amts Lenzburg, das den Hallwylern unterstand. 1528 führten die Berner die Reformation ein. Jahrhundertelang hatte Leimbach den Status eines autonomen Steckhofs und erhielt erst 1751 vom Rat der Stadt Bern das Gemeinderecht. Im März 1798 nahmen die Franzosen die Schweiz ein, entmachteten die «Gnädigen Herren» von Bern und riefen die Helvetische Republik aus. Leimbach gehört seither zum Kanton Aargau.
Die im 19. Jahrhundert bedeutende Tabakindustrie ist schon vor Jahrzehnten verschwunden. Am 5. März 1904 wurde die Wynentalbahn eröffnet. Seitdem auch die Bedeutung der Landwirtschaft stark zurückgegangen ist, orientieren sich die Bewohner zumeist an den grösseren Regionalzentren wie Reinach oder Unterkulm. Noch heute ist Leimbach ein Teil der Kirchgemeinde Reinach und besitzt weder eine Kirche noch eine Kapelle.

## Wappen
Die Blasonierung des Gemeindewappens lautet: «In Rot weisser Schräglinksfluss, im Schildhaupt begleitet von sechsstrahligem weissem Stern.» Das Wappenbild erschien erstmals 1811 auf dem Gemeindesiegel und blieb seither unverändert. Die Symbolik ist nicht bekannt.

## Bevölkerung

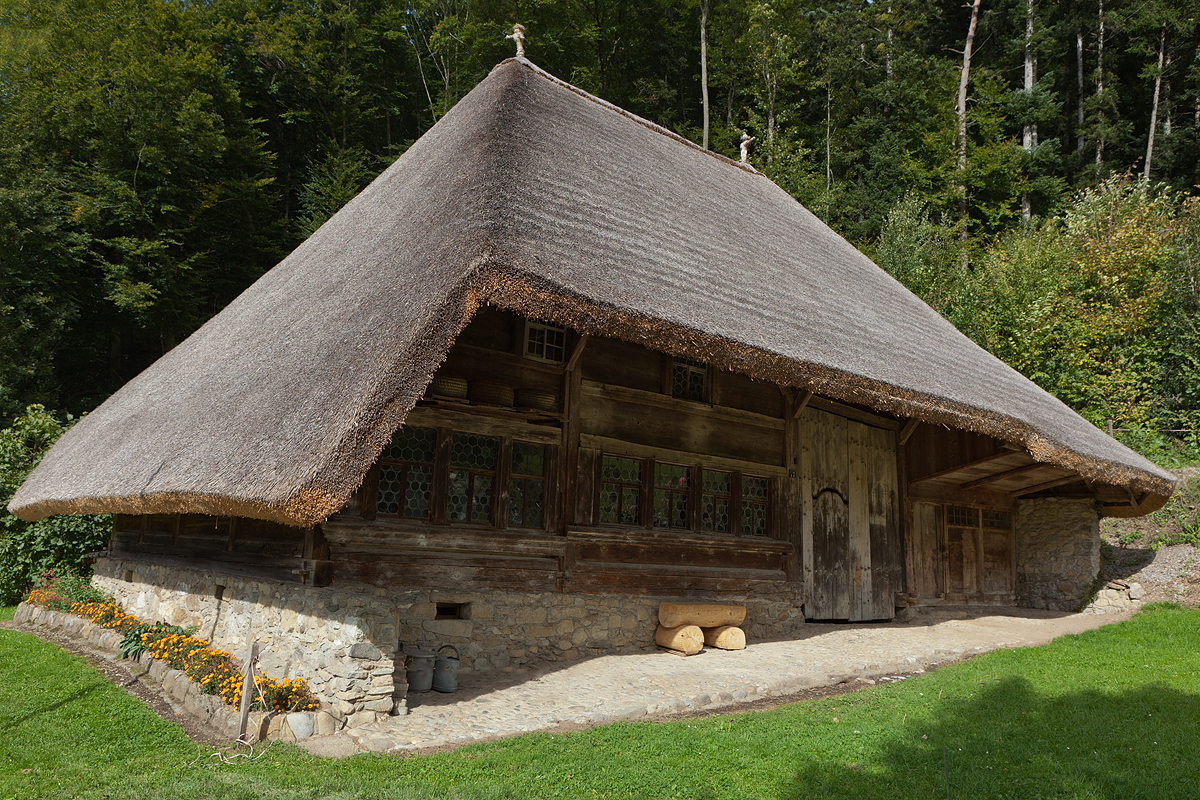
Strohdachhaus Seeberg

Die Einwohnerzahlen entwickelten sich wie folgt:
| Jahr      | 1764 | 1803 | 1850 | 1900 | 1930 | 1950 | 1960 | 1970 | 1980 | 1990 | 2000 | 2010 | 2020 |
| Einwohner | 91   | 170  | 224  | 238  | 227  | 249  | 283  | 336  | 346  | 381  | 409  | 446  | 489  |

Am 31. Dezember 2023 lebten 533 Menschen in Leimbach, der Ausländeranteil betrug 15,6 %. Bei der Volkszählung 2015 bezeichneten sich 51,7 % als reformiert und 16,0 % als römisch-katholisch; 32,3 % waren konfessionslos oder gehörten anderen Glaubensrichtungen an. 97,1 % gaben bei der Volkszählung 2000 Deutsch als ihre Hauptsprache an und 1,7 % Italienisch.

## Politik und Recht
Die Versammlung der Stimmberechtigten, die Gemeindeversammlung, übt die Legislativgewalt aus. Ausführende Behörde ist der fünfköpfige Gemeinderat. Er wird im Majorzverfahren vom Volk gewählt, seine Amtsdauer beträgt vier Jahre. Der Gemeinderat führt und repräsentiert die Gemeinde. Dazu vollzieht er die Beschlüsse der Gemeindeversammlung und die Aufgaben, die ihm vom Kanton zugeteilt wurden. Für Rechtsstreitigkeiten ist in erster Instanz das Bezirksgericht Kulm zuständig. Leimbach gehört zum Friedensrichterkreis IX (Unterkulm).

## Wirtschaft
In Leimbach gibt es gemäss der im Jahr 2015 erhobenen Statistik der Unternehmensstruktur (STATENT) rund 120 Arbeitsplätze, davon 19 % in der Landwirtschaft, 48 % in der Industrie und 33 % im Dienstleistungsbereich. Es gibt drei Industriebetriebe im Dorf: ein Blech- und Drahtwerk, eine Präzisionswerkstätte und ein Laserbeschriftungsunternehmen. Die meisten Erwerbstätigen sind Wegpendler und arbeiten in Reinach und weiteren Dörfern der Umgebung.

## Verkehr
Durch Leimbach verläuft die Hauptstrasse 23 von Aarau über Beromünster nach Sursee. Der Anschluss an das Netz des öffentlichen Verkehrs erfolgt durch eine Station der Wynentalbahn von Aarau nach Menziken. An Wochenenden verkehrt ein Nachtbus vom Bahnhof Aarau durch das Wynental nach Menziken, wobei Leimbach auf dem Rückweg bedient wird.

## Bildung
Die Gemeinde verfügt über einen Kindergarten und ein Schulhaus, in dem die Primarschule unterrichtet wird. Sämtliche Oberstufen der obligatorischen Volksschule (Realschule, Sekundarschule und Bezirksschule) können in Reinach besucht werden. Die nächstgelegenen Gymnasien sind die Alte Kantonsschule und die Neue Kantonsschule, beide in Aarau.